# 嵩祝院
39°55′45″N 116°24′18″E / 39.9291878°N 116.404927°E
嵩祝院是北京市东城区的一个地名和胡同名，因嵩祝寺而得名。
嵩祝院位于明清北京皇城的东北部。嵩祝院以西的嵩祝院西巷，以北的嵩祝院北巷也都是因嵩祝寺而得名。嵩祝院原名“嵩祝寺”，这一地名是该胡同内的嵩祝寺、法渊寺、智珠寺的统称。“嵩祝寺”这一胡同名一直沿用至1965年。1965年北京市整顿地名时，该胡同改称“嵩祝院”。文化大革命中，一度改称“欢心大院”。文化大革命结束后，又改回“嵩祝院”，一直沿用至今。
嵩祝院附近居民在称呼“嵩祝院”时，一般会念成“松竹院儿”（Sōng Zhú Yuànr）的音。